# اسکار لونت
اسکار لونت (انگلیسی: Oscar Levant; ۲۷ دسامبر ۱۹۰۶ – ۱۴ اوت ۱۹۷۲) یک هنرپیشه، و آهنگساز اهل ایالات متحده آمریکا بود. وی بین سال‌های ۱۹۲۳ تا ۱۹۶۵ میلادی فعالیت می‌کرد.

## گزیده فیلمشناسی
از فیلم‌ها یا برنامه‌های تلویزیونی که وی در آن نقش داشته‌است می‌توان به آثار زیر اشاره کرد.
- راپسودی در بلو (فیلم) (۱۹۴۵)
- یک آمریکایی در پاریس (۱۹۵۱)
- خانه پر او. هنری (۱۹۵۲)
- واگن دسته موزیک (۱۹۵۳)